# 杜尚·弗拉霍维奇
杜尚·弗拉霍维奇（2000年1月28日—），是塞尔维亚足球运动员，司职前锋，目前效力于意甲球队祖雲達斯，并代表塞尔维亚参加国际比赛。

## 俱乐部生涯

### 贝尔格莱德游击队
弗拉霍维奇出生于南联盟塞尔维亚的贝尔格莱德市。他最早在“泽蒙阿尔蒂纳”足球学校开始踢球，并主要与比他年龄更大的球员一起比赛。后来，他加入了OFK贝尔格莱德，在那里踢了3个月后加盟了贝尔格莱德红星，并为红星完成了一次出场。2014年夏天，弗拉霍维奇加入了红星的同城死敌贝尔格莱德游击队。
2015年，15岁的弗拉霍维奇与贝尔格莱德游击队签下了他的第一份职业合同。2016年初，弗拉霍维奇被主教练托米奇提拔至游击队的一线队，并获得了象征着主力前锋的9号球衣。2016年2月21日，弗拉霍维奇成为了游击队队史上完成首秀时最年轻的球员，在游击队与他的老东家OFK贝尔格莱德的比赛中完成了个人塞超首秀。2016年2月27日，在球队的下一轮联赛中，弗拉霍维奇成为了贝尔格莱德德比历史上出场最年轻的球员，在下半场比赛中替补出场，但球队最终1-2不敌红星队。此前，这项记录的保持者是著名塞尔维亚前锋。2016年4月2日，弗拉霍维奇在游击队主场3-2击败苏尔杜利察工人的塞超比赛中打进了他的第一粒一线队进球，从此成为了俱乐部史上最年轻的进球者。2016年4月20日，在游击队3-0客胜苏博蒂察斯巴达克的塞尔维亚杯半决赛中，弗拉霍维奇也打进一球。在那年的春天，弗拉霍维奇被多家欧洲豪门的球探考察，包括英超俱乐部阿森纳、比甲俱乐部安德莱赫特、以及意甲俱乐部尤文图斯。但后来游击队婉拒了对弗拉霍维奇的全部报价。在那个赛季的塞尔维亚杯决赛中，弗拉霍维奇在下半场比赛的伤停补时阶段打进一球，在杀死比赛的同时也帮助球队2-0击败了伊万尼察枫树，夺得了该赛季的塞尔维亚杯冠军。
2016年7月21日，弗拉霍维奇在游击队与卢宾扎格勒比的欧联杯第二轮资格赛的第二回合中完成了新赛季的首场比赛，这同时也是他的欧战首秀。在2016–17赛季塞超联赛第二轮中，游击队1-2客负克鲁舍瓦茨进步，弗拉霍维奇首次为游击队首发。
2017年夏天，弗拉霍维奇被意甲球队佛罗伦萨签下，直到冬季转会窗口到达前，他将会在游击队度过赛季的剩余比赛，弗拉霍维奇与佛罗伦萨的合约将会到他的18岁生日时才会生效。俱乐部的管理人员，米洛斯·瓦苏拉以及伊维卡·伊利耶夫拒绝确认弗拉霍维奇已经转会，他也会继续在2017–18赛季中与一线队一起训练。

### 佛罗伦萨
2017年6月，弗拉霍维奇与意甲球队佛罗伦萨预签了一份为期5年的合同。这份合约将会在2018年1月28日，也就是他的18岁生日之际正式生效。2018年2月22日，弗拉霍维奇被佛罗伦萨正式签下，他选择了球队的18号球衣。由于在佛罗伦萨正式签下弗拉霍维奇时已经过了报名期限，他直到2018年7月1日才能为他的新东家登场比赛。
2018年9月25日，在佛罗伦萨1-2输给国际米兰的意甲比赛中，弗拉霍维奇于下半场替补登场，完成了佛罗伦萨首秀。2019年8月18日，在佛罗伦萨3-1战胜蒙扎的意大利杯第三轮比赛中，弗拉霍维奇梅开二度，打进了转会佛罗伦萨以来的第一与第二粒进球。
2021年3月13日，在佛罗伦萨3-1客胜贝内文托的意甲比赛中，弗拉霍维奇在上半场比赛中上演了帽子戏法，在意甲中首次戴帽。

### 尤文圖斯
2022年1月28日，也就是他22歲生日時，弗拉霍維奇與祖雲達斯簽訂了一份為期四年半的合約；一筆交易價值7000萬歐元，加上1000萬歐元的表現獎金，使他成為意甲冬季轉會窗口中最昂貴的轉會。
7月1日，弗拉霍维奇在2022–23赛季前将球衣号码从7号改为9号。 在意甲的首轮比赛中，8月15日，他在主场3-0战胜萨索洛的比赛中梅开二度。 弗拉霍维奇在新赛季初期表现不佳，因多次腿筋受伤导致出场时间受限。然而，在赛季中期恢复后，他在欧联杯附加赛中主场1-1战平南特的比赛中为尤文图斯打进一球。
2024年5月15日，弗拉霍维奇在意大利杯决赛中对阵亚特兰大的比赛中打进唯一进球，帮助球队1-0获胜，并赢得了他在俱乐部的首个奖杯。

## 国家队生涯
弗拉霍维奇曾是塞尔维亚U-15国家队的一员，在2015年4月16日塞尔维亚与捷克的比赛中上演过帽子戏法。2015年年末，他也被塞尔维亚U-16国家队征召，在2015年10月27日塞尔维亚与波兰U-16的比赛中完成了U-16国家队首秀。2016年8月，弗拉霍维奇被塞尔维亚U-19征召进入斯特万·“切勒”·维洛蒂奇的纪念赛比赛名单中。在塞尔维亚与美国U-19的揭幕战中，他上演了U-19国家队首秀。在塞尔维亚与法国U-19的赛事第二场比赛中，弗拉霍维奇打进一球。在塞尔维亚于最后一场比赛击败以色列U-19后，弗拉霍维奇被提名“赛事最佳球员”之一。
2020年10月11日，在塞尔维亚与匈牙利的欧国联比赛中，弗拉霍维奇完成了成年国家队首秀。

## 生涯数据

### 俱乐部
最後更新：2021年4月3日
| 俱乐部           | 赛季     | 联赛     | 联赛 | 联赛 | 杯赛 | 杯赛 | 欧战 | 欧战 | 其他 | 其他 | 合计 | 合计 |
| 俱乐部           | 赛季     | 联赛等级 | 出场 | 进球 | 出场 | 进球 | 出场 | 进球 | 出场 | 进球 | 出场 | 进球 |
| ---------------- | -------- | -------- | ---- | ---- | ---- | ---- | ---- | ---- | ---- | ---- | ---- | ---- |
| 贝尔格莱德游击队 | 2015–16  | 塞超     | 14   | 1    | 4    | 2    | —    | —    | —    | —    | 18   | 3    |
| 贝尔格莱德游击队 | 2016–17  | 塞超     | 7    | 0    | 1    | 0    | 1    | 0    | —    | —    | 9    | 0    |
| 贝尔格莱德游击队 | 2017–18  | 塞超     | 0    | 0    | 0    | 0    | 0    | 0    | —    | —    | 0    | 0    |
| 贝尔格莱德游击队 | 合计     | 合计     | 21   | 1    | 5    | 2    | 1    | 0    | —    | —    | 27   | 3    |
| 佛罗伦萨         | 2018–19  | 意甲     | 10   | 0    | 0    | 0    | —    | —    | —    | —    | 10   | 0    |
| 佛罗伦萨         | 2019–20  | 意甲     | 30   | 6    | 4    | 2    | —    | —    | —    | —    | 34   | 8    |
| 佛罗伦萨         | 2020–21  | 意甲     | 28   | 12   | 3    | 0    | —    | —    | —    | —    | 31   | 12   |
| 佛罗伦萨         | 合计     | 合计     | 68   | 18   | 7    | 2    | —    | —    | —    | —    | 75   | 20   |
| 生涯合计         | 生涯合计 | 生涯合计 | 89   | 19   | 12   | 4    | 1    | 0    | —    | —    | 102  | 23   |

### 国家队
最後更新：2023年11月19日
| 塞尔维亚 |      |      |
| 年份     | 出场 | 进球 |
| 2020     | 4    | 1    |
| 2021     | 10   | 6    |
| 2022     | 5    | 3    |
| 2023     | 6    | 3    |
| 合计     | 25   | 13   |

### 国家队进球
先列出的数字为塞尔维亚的比分。比分栏列出弗拉霍维奇进球后的比分，结果栏显示塞尔维亚的全场比分。
| #  | 日期           | 地点                           | 已出场次数 | 对手   | 比分 | 结果 | 赛事                     |
| -- | -------------- | ------------------------------ | ---------- | ------ | ---- | ---- | ------------------------ |
| 1. | 2020年11月18日 | 塞爾維亞贝尔格莱德，米蒂奇球场 | 4          | 俄羅斯 | 3–0  | 5–0  | 2020–21赛季欧国联（B级） |
| 2. | 2021年3月24日  | 塞爾維亞贝尔格莱德，米蒂奇球场 | 5          | 愛爾蘭 | 1–1  | 3–2  | 2022年世界杯预选赛       |

## 荣誉

### 俱乐部
贝尔格莱德游击队
- 塞超冠军：2016–17
- 塞尔维亚杯冠军：2015–16、2016–17

費倫天拿U19
- 義大利青年盃冠军：2018–19

 祖雲達斯
- 義大利盃冠軍：2023–24賽季[43]

### 個人
- 義甲最佳青年球員：2020–21[44]
- 意大利杯最佳射手：2021–22
- 義甲最佳陣容：2021–22、2023–24
- 義甲最佳前鋒：2023–24[45]
- 塞爾維亞足球先生：2024[46]